# Marco Beltrán
Marco Antonio Beltrán García (Morelia, 18 de maio de 1986) é um lutador mexicano de artes marciais mistas. Após a sua passagem pelo Ultimate Fighting Championship, Beltran assinou com a LUX Fight League, onde foi campeão de pesos-galos.

## Carreira no MMA
Beltran tornou-se um lutador profissional de MMA em 2008. Ele venceu sua luta de estreia no MMA ao finalizar Christian Martinez em 16 de agosto do mesmo ano. Depois dessa vitória, ele teve uma sequência de cinco vitórias consecutivas que terminou em 2012, quando foi finalizado por Israel Giron no Xtreme Kombat 15.
Em sua luta seguinte, Beltran enfrentou Rodolfo Rubio. Ele perdeu a luta por finalização no primeiro round.
Perdeu o seu terceiro combate consecutivo quando Diego Huerto o derrotou por TKO num evento dos World Best Gladiators realizado em Chihuahua. Depois desse combate, em 2014, foi tentar a sua sorte no The Ultimate Fighter.
Em maio de 2014, foi revelado que Beltran era membro do elenco do The Ultimate Fighter: Latin America, competindo pela equipa Velasquez liderada por Cain Velasquez. No seu primeiro combate nesse programa, Beltran derrotou Guido Cannetti por decisão maioritária.
No entanto, nas meias-finais, Beltran foi derrotado por José Alberto Quiñónez por decisão unânime.

### Ultimate Fighting Championship
Beltran fez sua estreia oficial contra Marlon Vera em 15 de novembro de 2014 no UFC 180. Ele venceu a luta por decisão unânime.
Beltran enfrentou Ning Guangyou em 28 de novembro de 2015 no UFC Fight Night 79. Ele venceu a luta por decisão dividida.
Beltran enfrentou Reginaldo Vieira em 7 de julho de 2016 no UFC Fight Night 90. Depois de derrubar Vieira, Beltran venceu a luta por finalização no segundo round.
Beltran era esperado para enfrentar Guido Cannetti em 5 de novembro de 2016 no The Ultimate Fighter Latin America 3 Finale. Cannetti foi retirado da luta em 19 de outubro, depois que a USADA revelou uma possível violação antidoping de uma amostra colhida há duas semanas. Beltran enfrentou Joe Soto, perdendo a luta por finalização no primeiro round.
Beltran enfrentou o recém-chegado Deiveson Alcântara em uma luta de peso mosca em 3 de junho de 2017 no UFC 212. Ele perdeu a luta por nocaute técnico no final do segundo round.
Beltran enfrentou Matt Schnell em 7 de outubro de 2017 no UFC 216. Ele perdeu a luta por decisão unânime e foi posteriormente liberado da promoção.

### LUX Fight League
Após sua passagem pelo UFC, Beltran retornou ao solo mexicano assinando com a LUX Fight League. Ele fez sua estreia contra Erick Ruano Barrera pelo Lux Bantamweight Championship no Lux Fight League 4 em 15 de março de 2019. Ele venceu a luta por nocaute técnico no quarto round.
Beltran então tentou se tornar um campeão de duas divisões na LFL desafiando Diego Lopes na Lux Fight League 7 em 29 de novembro de 2019. No entanto, ele perdeu a luta por finalização no primeiro round.
Ele estava então programado para fazer sua primeira defesa do título de peso galo contra David Mendoza no Lux Fight League 9 em 17 de julho de 2020. Mendoza manteve o título por finalização no quarto assalto. Os dois se encontraram em uma revanche pelo título na Lux Fight League 14 em 25 de junho de 2021. Beltran novamente manteve o título por finalização no primeiro round.
Beltran estava originalmente programado para defender seu cinturão contra Francesco Patron Manzo na Lux Fight League 17 em 15 de outubro de 2021, mas a Lux Fight League anunciou em um comunicado que a luta seria cancelada.
Beltran enfrentou Jose Roura em 17 de junho de 2022 no Lux Fight League 23. Ele defendeu seu título de peso galo pela terceira vez, vencendo a luta por decisão unânime.
Beltran faria sua quarta defesa de título em 9 de dezembro de 2022, depois de derrotar Rudolfo Rubio na Lux Fight League 29, quando venceu a luta por decisão unânime.

## Cartel no MMA
| Cartel no MMA   |             |            |
| 22 lutas        | 14 vitórias | 8 derrotas |
| Por nocaute     | 4           | 3          |
| Por finalização | 6           | 4          |
| Por decisão     | 4           | 1          |

| Res.    | Cartel | Oponente            | Método                       | Evento                                      | Data       | Round | Tempo | Local              | Notas                                              |
| ------- | ------ | ------------------- | ---------------------------- | ------------------------------------------- | ---------- | ----- | ----- | ------------------ | -------------------------------------------------- |
| Derrota | 14-8   | Damien Lapilus      | Nocaute Técnico (socos)      | Ares FC 13                                  | 09/03/2023 | 1     | 1:38  | París              | Pelo Cinturão vago de Peso Pena da Ares FC.        |
| Vitória | 14-7   | Jose Roura          | Decisão (unânime)            | Lux Fight League 29                         | 09/12/2022 | 5     | 5:00  | Cidade do México   | Defendeu o Cinturão Peso Galo do Lux Fight League. |
| Vitória | 13-7   | Rodolfo Rubio Perez | Decisão (unânime)            | Lux Fight League 23                         | 17/06/2022 | 5     | 5:00  | Puebla de Zaragoza | Defendeu o Cinturão Peso Galo do Lux Fight League. |
| Vitória | 12-7   | David Mendoza       | Finalização (chave de braço) | Lux Fight League 14                         | 25/06/2021 | 1     | 4:24  | Monterrey          | Defendeu o Cinturão Peso Galo do Lux Fight League. |
| Vitória | 11-7   | David Mendoza       | Finalização                  | Lux Fight League 9                          | 17/07/2020 | 4     | 2:01  | Monterrey          | Defendeu o Cinturão Peso Galo do Lux Fight League. |
| Derrota | 10-7   | Diego Lopes         | Finalização                  | Lux Fight League 7                          | 29/11/2019 | 1     | 3:35  | Monterrey          | Pelo Cinturão Peso Pena do Lux Fight League.       |
| Vitória | 10-6   | Erick Ruano Barrera | Nocaute Técnico (socos)      | Lux Fight League 4                          | 15/03/2019 | 4     | 4:23  | Cidade do México   | Ganhou o Cinturão Peso Galo do Lux Fight League.   |
| Derrota | 9-6    | Matt Schnell        | Decisão (unânime)            | UFC 216                                     | 07/10/2017 | 3     | 5:00  | Las Vegas          |                                                    |
| Derrota | 9-5    | Deiveson Figueiredo | TKO (paragem de canto)       | UFC 212                                     | 03/06/2017 | 2     | 5:00  | Rio de Janeiro     |                                                    |
| Derrota | 9-4    | Joe Soto            | Finalização (heel hook)      | The Ultimate Fighter Latin America 3 Finale | 05/11/2016 | 1     | 1:37  | Cidade do México   |                                                    |
| Vitória | 9-3    | Reginaldo Vieira    | Finalização (mata leão)      | UFC Fight Night: dos Anjos vs. Alvarez      | 07/07/2016 | 2     | 3:04  | Las Vegas          |                                                    |
| Vitória | 8-3    | Ning Guangyou       | Decisão (unânime)            | UFC Fight Night: Henderson vs. Masvidal     | 20/11/2015 | 3     | 5:00  | Seul               |                                                    |
| Vitória | 7-3    | Marlon Vera         | Decisão (unânime)            | UFC 180                                     | 15/11/2014 | 3     | 5:00  | Cidade do México   | Estreia em Peso Galo.                              |
| Derrota | 6-3    | Diego Arturo Huerto | Nocaute (chute na cabeça)    | WBG 1                                       | 29/03/2014 | 2     | N/A   | Ciudad Cuauhtémoc  | Pelo vago Cinturão Peso Leve do WBG.               |
| Derrota | 6-2    | Rodolfo Rubio Perez | Finalização (heel lock)      | MFC 1                                       | 05/05/2013 | 1     | N/A   | Nacualpán          |                                                    |
| Derrota | 6-1    | Israel Giron        | Finalização (chave de braço) | Xtreme Kombat 15                            | 21/07/2012 | 2     | 4:57  | Cidade do México   |                                                    |
| Vitória | 6-0    | Ivan Pineda         | Finalização (mata leão)      | Xtreme Kombat 12                            | 12/05/2012 | 1     | 1:15  | Cidade do México   |                                                    |
| Vitória | 5-0    | Israel Fernandez    | TKO                          | Xtreme Fighters Latino                      | 18/07/11   | 1     | 2:06  | León               |                                                    |
| Vitória | 4-0    | Erick Manzanero     | Finalização (chave de braço) | GEOC 4                                      | 29/11/2009 | 1     | 3:19  | León               |                                                    |
| Vitória | 3-0    | Greg Guzman         | Nocaute Técnico (socos)      | Cage of Fire 14                             | 15/11/2008 | 1     | 4:22  | Guadalajara        |                                                    |
| Vitória | 2-0    | Josue Silva         | Nocaute Técnico (socos)      | GEOC 3                                      | 18/10/2008 | 2     | 1:08  | León               |                                                    |
| Vitória | 1-0    | Christian Martinez  | Finalização (chave de braço) | GEOC 1                                      | 16/08/2008 | 1     | 3:01  | León               |                                                    |